# 智恵袋
『智恵袋』（ちえぶくろ）は、森鷗外の抄訳・翻案による箴言集。原著はドイツ語のもので、アドルフ・クニッゲ男爵の "Über den Umgang mit Menschen" （人と交わることについて）。1898年（明治31年）8月から10月にかけて「時事新報」において発表した。同じく森鷗外の箴言集である『心頭語』や『慧語』とともに、「森鷗外の『智恵袋』」として小堀桂一郎の現代語訳・解説により講談社学術文庫から刊行されている。